# Omo
 Ovo je glavno značenje pojma Omo. Za druga značenja pogledajte Omo (razdvojba).
Omo je velika rijeka na jugu Etiopije koja u cijelosti teče unutar granica Etiopije do svog ušća u jezero Turkanu na granici s Kenijom. Omo protječe kroz zapadni dio regije Oromia i središnjim dijelom regije Južnih naroda.
Prvi Europljanin koji je u cijelosti istražio tok rijeke Omo od izvora do ušća u jezero Turkanu bio je talijanski istraživač Vittorio Bottego (1895. – 1897. ).

## Zemljopisne osobine
Rijeku Omo tvori više manjih planinskih potoka u gorju Šoa. Njezin je tok uglavnom pravilan u smjeru juga, osim na koordinatama 7°37′N 36°30′E / 7.617°N 36.500°E kad naglo skreće na zapad i potom pravi veliki S te zatim opet pravilno teče prema jugu do Jezera Turkana gdje na ušću ima malu deltu.
Omo je 760 km dug. Od izvora do ušća ima ukupan pad od skoro 2000 m, od izvora na visini 2316 m do ušća u jezero na 487 m, i zato teče poput gorskog brzaca, ima vodopade, poput Kokobija i drugih manjih. Zbog toga je Omo plovan samo na vrlo kratkom dijelu iznad svojega ušća u jezero Turkanu.
Turistički vodič po Etiopiji - Spectrum opisuje rijeku Omo kao popularno mjesto za rafting u rujnu i listopadu kad rijeka još uvijek ima visok vodostaj poslije kišne sezone. Najveći su pritoci Oma rijeke Gibe, Wabi, Denchia, Gojeb, Mui i Usno.
Nekoć je rijeka Omo bila istočna granica afričkih srednjovjekovnih kraljevstva Janjero i Garo.
Prolazi pored Nacionalnih parkova Mago i Omo, poznatih rezervata divljih životinja. Rijeka je i danas stanište brojnih afričkih divljih životinja: nilskih konja, krokodila i otrovnih zmija vretenica (Bitis arietans).

## Otkriće rijeke Omo i jezera Turkana
Rijeka Omo i mitsko veliko jezero na njezinu ušću sredinom 19. stoljeća uzbuđivali su maštu Europljana koji su imali vrlo površne informacije koje su im došle od domorodaca preko arapskih trgovaca.
Jules Borelli bio prvi europski istraživač koji je istražio gornji i srednji tok rijeke Omo 1880. Talijanski istraživač Vittorio Bottego uspio je temeljno istražiti tok rijeke Omo u lipnju 1896. za svoje druge afričke ekspedicije (1895. – 1897.), na kojoj je i umro 17. ožujka 1897. Britanski istraživač Herbert Henry Austin i njegovi ljudi dospjeli su delte rijeke Omo 12. rujna 1898., ali su razočarano utvrdili da je etiopska ekspedicija na čelu s rasom Voldom Giorgisom prethodno već zabila etiopski stijeg na sjevernu obalu jezera Turkane 7. travnja 1898. i da su već orobili domoroce. Ruski poručnik Aleksandar Bulatovič vodio je drugu etiopsku ekspediciju do obala jezera 1899. godine. Ova istraživanja inspirirala su i poljskog romansijera Henryka Sienkiewicza za njegov pustolovni roman Kroz pustinju i prašumu.

## Rijeka Omo i prvi ljudi
Za dolinu u donjem toku rijeke Omo drži se da je bila raskrižje različitih kultura i etničkih skupina već prije više tisuća godina. Zbog toga se danas vrše istraživanja stanovnika Donjeg Oma, plemena Mursi, Suri, Niangatom, Dizi i Me'en, istražuje se njihova različitost.
Cijeli sliv rijeke Omo važno je geološko i arheološko nalazište. Na nekoliko nalazišta pronađeni su fosili hominida iz pliocena i pleistocena koje su iskopali francuski i američki timovi stručnjaka. Pronađeni su i fosili Australopithecine i Homo sapiensa na nekoliko lokaliteta i kameno oruđa od kvarcita staro oko 2,4 milijuna godina. Kad je oruđe otkriveno, isprva se mislilo da je čak starije od kulture Oldovan zbog grubljeg i primitivnijeg izgleda. Novija istraživanja pokazala su da je to zbog lošijeg materijala tako da se danas drži da i to oruđe pripada Kulturi kanjona Oldovan.
UNESCO je 1980. uvrstio Dolinu donjeg toka rijeke Omo na svoju listu Svjetske baštine zbog izuzetnih kulturno povijesnih vrijednosti.

## Hidroelektrana Gibe III
Na rijeci Omo nalazi se najveća hidroelektrana u Africi s betonskom branom visokom 243 m snage 1870 MW. U vrijeme izgradnje taj je projekt nakupio dosta protivnika, zaštitnika prirode koji su bili pokrenuli svoju online peticiju.

## Poplava 2006.
Jake kiše 2006. uzrokovale su velike poplave u donjem dijelu rijeke Omo. Za vrijeme poplave utopilo se 456 ljudi, a 20 000 ljudi pobjeglo je iz svojih domova.

## Vanjske poveznice
- Nacionalni park Omo (engl.)
- Early Homo sapiens Remains from the Omo River Region of South-west Ethiopia (engl.)
- The Oldest Homo Sapiens: Fossils Push Human Emergence Back To 195,000 Years Ago (engl.)
- The African Tribes of OMO  Arhivirana inačica izvorne stranice od 7. ožujka 2016. (Wayback Machine) (engl.)
- Africa Resources Working Group Gibe III Dam Omo River (engl.)